# Jung Tamás
Jung Tamás (Székelykeve, 1911. december 10. –‎ Nagybecskerek, 1992. december 5.) címzetes püspök, bánsági apostoli adminisztrátor.

## Pályafutása
Általános iskolai tanulmányait szülőfalujában végezte, majd Nagybecskerekre került, ahol az Engel konviktus növendékeként érettségizett 1931-ben. Teológiai tanulmányait Németországban, a Frankfurt am Main-i jezsuitáknál végezte. Nagybecskereken szentelték pappá 1936. július 12-én. Ezt követően Versecen volt káplán, majd lelkész Hódegyházán; innen Beodrára került, ahol papi teendőit egészen 1943-ig végezte. A második világháború közepette került Muzslyára, ahol igen kedvelt lelkész volt.
1949-ben került Nagybecskerekre plébánosként, ahol a fogadtatás igen kedvezőtlen volt; az egyháztanács lemondott a „falusi pap” plébánossá való kinevezése miatt. Ez a kép azonban igen gyorsan megváltozott és Jung Tamás egyre kedveltebb plébános lett a hívők körében.

### Püspöki pályafutása

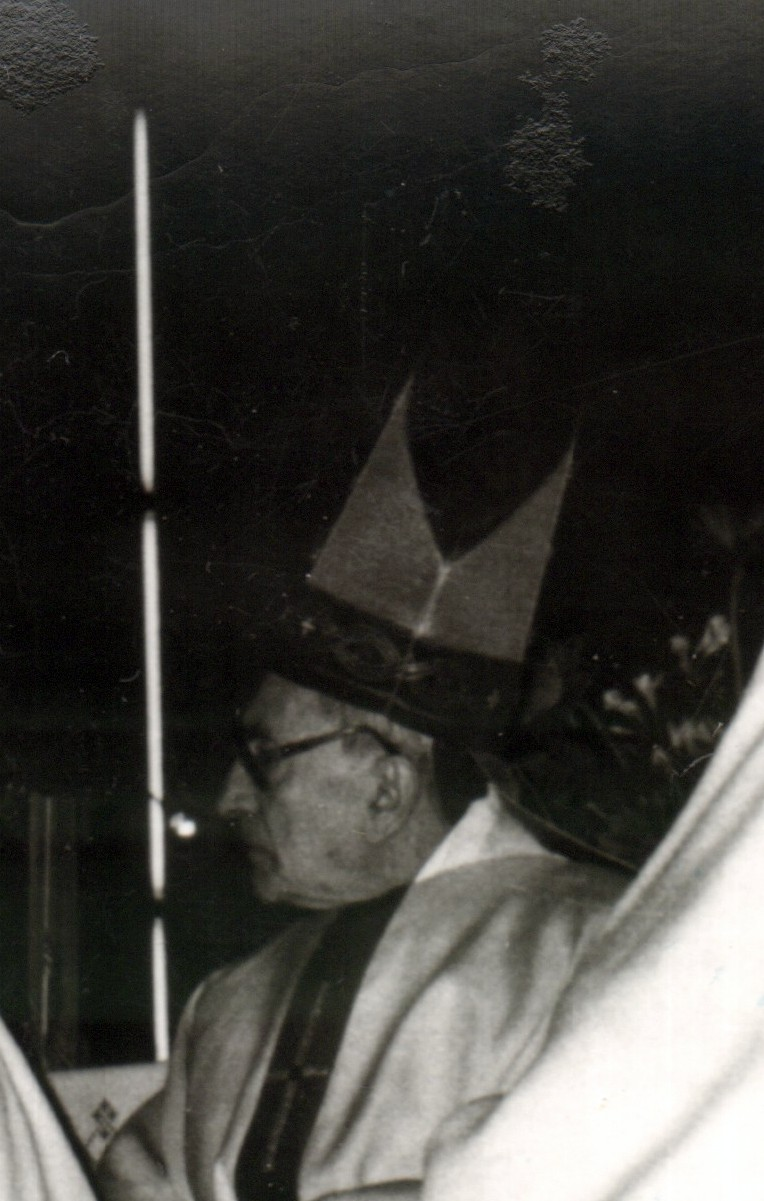
1988, február 14-én, szentelték Tamás Jung utódját

VI. Pál pápa 1971. december 23-án a numidiai Castellanum címzetes püspökévé és a Bánsági apostoli adminisztratúra apostoli kormányzójává nevezte ki. 1972. február 13-án szentelték püspökké Nagybecskereken. Püspökké szentelte Mario Cagna címzetes érsek, a Szentszék jugoszláviai követe. Társszentelők: Gabrijel Bukatko belgrádi érsek, Matija Zvekanović szabadkai és Udvardy József csanádi püspök. Püspöki jelmondata: „Conformis in Christo gregi” Krisztusban eggyéforrva a nyájjal.
A Szentszék a Bánsági apostoli adminisztratúrát 1986. december 16-án egyházmegyei rangra emelte Nagybecskereki egyházmegye néven, de tekintettel arra, hogy Jung Tamás már elmúlt 75 éves, nem lehetett megyés püspök, hanem mint apostoli kormányzó vezette a püspökséget egészen 1988. február 14-ig, amikor is átadta hivatalát Huzsvár László első megyés püspöknek.
Hosszan tartó súlyos betegség után 1992. december 5-én hunyt el Nagybecskereken. A nagybecskereki katolikus temetőben helyezték örök nyugalomra december -án a Kalvária nevű Katolikus temetőbe Nagybecskereken.